# Star Screen Award/Bester Hauptdarsteller
Der Star Screen Award Best Actor ist eine Kategorie des indischen Filmpreises Star Screen Award.
Der Star Screen Award Best Actor wird von einer angesehenen Jury der Bollywoodfilmindustrie gewählt. Die Gewinner werden jedes Jahr im Januar bekannt gegeben. 
Mehrmalige Preisträger sind Shahrukh Khan (4), Hrithik Roshan (3), Amitabh Bachchan (2) und Ranbir Kapoor (2).

## Liste der Preisträger
| Jahr | Schauspieler       | Film                        | Deutscher Titel                          |
| ---- | ------------------ | --------------------------- | ---------------------------------------- |
| 1995 | Nana Patekar       | Krantiveer                  | —                                        |
| 1996 | Shahrukh Khan      | Dilwale Dulhania Le Jayenge | Wer zuerst kommt, kriegt die Braut       |
| 1997 | Aamir Khan         | Raja Hindustani             | Raja Hindustani – Taxi ins Glück         |
| 1998 | Anil Kapoor        | Virasat                     | —                                        |
| 1999 | Ajay Devgan        | Zakhm                       | —                                        |
| 2000 | Sanjay Dutt        | Vaastav                     | —                                        |
| 2001 | Hrithik Roshan     | Kaho Naa... Pyaar Hai       | Liebe aus heiterem Himmel                |
| 2002 | Sunny Deol         | Gadar: Ek Prem Katha        | —                                        |
| 2003 | Shahrukh Khan      | Devdas                      | Devdas – Flamme unserer Liebe            |
| 2003 | Ajay Devgan        | Company                     | Company – Das Gesetz der Macht           |
| 2004 | Hrithik Roshan     | Koi... Mil Gaya             | Sternenkind – Koi Mil Gaya               |
| 2005 | Shahrukh Khan      | Veer-Zaara                  | Veer und Zaara – Die Legende einer Liebe |
| 2006 | Amitabh Bachchan   | Black                       | —                                        |
| 2007 | Hrithik Roshan     | Krrish                      | Krrish                                   |
| 2008 | Shahrukh Khan      | Chak De! India              | Chak De! India – Ein unschlagbares Team  |
| 2009 | Hrithik Roshan     | Jodhaa Akbar                | Jodhaa Akbar                             |
| 2010 | Amitabh Bachchan   | Paa                         | —                                        |
| 2011 | Salman Khan        | Dabangg                     | —                                        |
| 2012 | Ranbir Kapoor      | Rockstar                    | —                                        |
| 2013 | Ranbir Kapoor      | Barfi!                      | —                                        |
| 2013 | Irrfan Khan        | Paan Singh Tomar            | —                                        |
| 2014 | Farhan Akhtar      | Bhaag Milkha Bhaag          | —                                        |
| 2015 | Shahid Kapoor      | Haider                      | —                                        |
| 2016 | Amitabh Bachchan   | Piku                        | —                                        |
| 2016 | Ranveer Singh      | Bajirao Mastani             | —                                        |
| 2017 | Amitabh Bachchan   | Pink                        | —                                        |
| 2018 | Irrfan Khan        | Hindi Medium                | —                                        |
| 2019 | Rajkumar Rao       | Stree                       | —                                        |
| 2019 | Ranveer Singh      | Padmaavat                   | —                                        |
| 2020 | Ayushmann Khurrana | Gulabo Sitabo               | —                                        |